# Nysa
Nysa (en alemán: Neisse o Neiße) es una ciudad situada en el suroeste de Polonia, a orillas del río Nysa Kłodzka, con 45 738 habitantes (2009), en el voivodato de Opole. Es la capital del condado homónimo.